# جوزيف إف. هولت
جوزيف إف. هولت هو ضابط وسياسي أمريكي، ولد في 6 يوليو 1924 في سبرينغفيلد في الولايات المتحدة، وتوفي في 14 يوليو 1997 في سانتا ماريا في الولايات المتحدة. نشط حزبياً في الحزب الجمهوري. وقد انتخب عضو مجلس النواب الأمريكي ‏.